# Anua tumiditermina
Anua tumiditermina är en fjärilsart som beskrevs av George Francis Hampson 1910. Anua tumiditermina ingår i släktet Anua och familjen nattflyn. Inga underarter finns listade i Catalogue of Life.